# Glypta nigrita
Glypta nigrita är en stekelart som beskrevs av Dasch 1988. Glypta nigrita ingår i släktet Glypta och familjen brokparasitsteklar. Inga underarter finns listade i Catalogue of Life.